# 清溪镇 (重庆市)
清溪镇，是中华人民共和国重庆市涪陵区下辖的一个乡镇级行政单位。

## 行政区划
清溪镇下辖以下地区：
祥和社区、四合村、石坝村、青龙村、双龙村、平原村、全心村、建设村、丰收村和胜利村。